# David Savić
David Savić (* 23. August 1985 in Belgrad, SFR Jugoslawien) ist ein ehemaliger serbischer Tennisspieler.

## Karriere
David Savić ist der Sohn des ehemaligen Davis-Cup-Spielers von Jugoslawien Dragan Savić. Mit 7 Jahren begann er Tennis zu spielen.
Bei den Junioren erreichte er in der Junior-Weltrangliste den 55. Rang und spielte bei einer Ausgabe eines Grand-Slam-Turniers.
Bei den Profis begann Savić ab 2003 regelmäßig Turniere zu spielen und machte auf der drittklassigen ITF Future Tour von Jahr zu Jahr Fortschritte und verbesserte seine Weltranglistenposition. Vor allem im Doppel gelangen ihm erste Erfolge, bis 2006 hatte er drei Titel bei Futures gewonnen. 2007 wurde sein zunächst bestes Jahr, er schaffte seinen einzigen Future im Einzel zu gewinnen und kam im Doppel zu vier weiteren Erfolgen, sodass er Ende des Jahres jeweils in den Top 500 der Welt geführt wurde. 2008 in Rom spielte der Serbe sein erstes Einzelmatch bei einem Challenger, doch er unterlag wie bei einigen weiteren Auftritten auf diesem Niveau stets in der ersten Runde. Erst im Mai 2009 in Blumenau gewann er sein erstes Match und zog ins Viertelfinale ein. Dank mehrerer Finaleinzüge bei Futures erreichte Savić im Oktober mit Platz 363 sein Karrierehoch im Einzel. Er hielt sich noch über 2010 hinweg in den Top 500, doch schaffte keinen weiteren Matchgewinn mehr bei einem Challenger. Im Doppel ging es für ihn noch ein wenig weiter. Er erreichte im September 2010 sein Karrierehoch mit dem 193. Rang. Bis Ende seiner Karriere 2011 kam er auf 19 Doppeltitel auf der Future Tour, bei Challengers konnte er mehrmals das Halbfinale erreichen. Seine einzigen Auftritte auf der ATP World Tour hatte er von 2009 bis 2011 jeweils in Belgrad, wo er von einer Wildcard profitierte. Zweimal konnte er dabei ein Match gewinnen.
2012 wurde Savić vom Internationalen Sportgerichtshof wegen Spielmanipulation zu einer lebenslangen Sperre und einer Strafzahlung in Höhe von 100.000 US-Dollar verurteilt. Er soll versucht haben andere Spieler zu bestechen absichtlich bestimmte Spielausgänge herbeizuführen. Die Ereignisse sollen sich 2010 zugetragen haben. Die Strafzahlung wurde nachher erlassen, die Sperrung aber bestätigt.
Zeitweise war er der Trainer seines Landsmannes Danilo Petrović.